# 壊血病
壊血病（かいけつびょう、英: scurvy、独: Skorbut）は、出血性の障害が体内の各器官で生じる病気でビタミンC欠乏状態が数週間から数カ月続くと症状が出現する。成人と小児では症状が異なる。

## 原因
ビタミンCの欠乏によって生じる。ビタミンCは体内のタンパク質を構成するアミノ酸の1つであるヒドロキシプロリンの合成に必須であるため、これが欠乏すると組織間をつなぐコラーゲンや象牙質、骨の間充組織の生成と保持に障害を受ける。これがさらに血管等への損傷につながることが原因である。

## 症状

### 成人
健康な人体にはおよそ900から1500mgのアスコルビン酸（ビタミンC）が存在しており、体内のアスコルビン酸が500mgを切ると脱力や体重減少、筋肉痛関節の鈍痛に加え、次のような症状が現れ始める。
- 皮膚や粘膜、歯肉の出血およびそれに伴う歯の脱落、変化、これらの影響で息が臭くなる。
- 毛包性の過角化、螺旋状毛髪、毛包周囲の出血（出血を伴う毛包角化症）[1]
- 創傷治癒の遅れ
- 低色素性の貧血
- 感染への抵抗力の減少
- 古傷が開く、末期になると骨折して治った骨もはがれる。

ただし、上記のように健康な人体には「500mgを切る」までのビタミンCに余裕があるので、これらの症状は3カ月から12カ月に及ぶ長期・高度のビタミンC欠乏でないと生じない。帆船時代の慢性的な壊血病は出帆前からビタミンC欠乏の生活をしていた船員に発生したものである。

### 小児
特に生後6カ月から12カ月の間に発生し、メレル・バロウ病とも呼ばれる。症状として次のようなものが挙げられる。
- 軟骨や骨境界部での出血、血腫
- 骨組織の形成不全、骨病変および骨成長不良[1]
- 骨折や骨の変形
- 出血や壊死
- 歯の発生障害

### 鑑別疾患
- 関節炎、出血性疾患、歯肉炎、タンパク質-エネルギー低栄養[1]

## 治療
成人の場合、徴候消失までアスコルビン酸（ビタミンC）を1日3回、100〜500mgを1〜2週間経口投与する。その後は1日当たり 100〜200mg の栄養価の高い食事を続ける。

## 歴史
古代ギリシャ時代に「ジステンパー」の名義で壊血病に類似した症例が知られ、ローマ軍団がヨーロッパ北部を行軍中にこれが発生した記録があるが、明確に「壊血病」として記録が残るのは15世紀末の帆船時代が始まってからである。
やがて大航海時代を迎えたヨーロッパ諸国では新航路開拓が進むが、「新航路」は頻繁な上陸が可能な陸沿い・島伝いルートと異なり、数カ月以上の洋上生活を強いられるものだった。そのため船員の食料として長期間の保存が可能な食材が求められるが、当時の保存食は乾物か塩漬けが定番であり、それらはビタミンを著しく欠いていたため、長距離航海する船の乗員に壊血病が蔓延した。
問題解決を遅らせた原因として、まずアラビアや中国といった地域では海上交通が盛んでも壊血病発症が少ない（中国はビタミンC豊富な豆モヤシを船内で栽培し食べていた。ヨーロッパでもザワークラウトの樽を常備するノルウェーの船員は壊血病に罹患しにくかった）のに対し、ポルトガル・スペイン・フランス・イギリス・ロシアの船員には蔓延するなど、場所により流行の度合いが異なった事例がある。これは、あまり壊血病にかからない地方の船乗りは航路の都合でこまめに上陸して新鮮な食品を補給していた一方、該当諸国では大航海時代の到来で船の大型化と航海の長期化が著しく、壊血病の阻止ができるほど十分な量の新鮮な食品を積めなかったためであった。
さらに問題解決を遅らせる原因としてビタミンC（アスコルビン酸）の不安定さと、「人体に常時必要なものがある」「これが不足することで欠乏症に陥る」こと自体が当時知られていなかったためである。野菜や果物のビタミンCは食材を刻んで空気に触れさせた場合や加熱調理で多量に失われる。さらに海軍の厨房で主に用いられていた銅鍋は、銅とアスコルビン酸の反応によって食材中のビタミンCを奪った。当時の食品保存の基本の1つである「乾燥」も大幅にビタミンCを失わせ、例としてビタミンCが豊富なトモシリソウ（英名: scurvy grass＝壊血病の草）などを薬草として積んでさえ、保存のために乾燥させるとビタミンCは極めて微量になるのでこれを煎じて茶のように飲んでも効果がほとんどなかった。
また、ザワークラウトのように「保存はそこそこ効くがビタミンCの含有量が少ない（100gあたり10mg程度）食品」の場合、食べ続けていることによって体内のビタミンC減少を抑えて壊血病の予防効果は期待できるが、病気になって（＝体内のビタミンCが残りわずかになって）から食べ始めた場合は間に合わないので、「病気でないのに前もって治療に金を使う」つまり「予防」という概念が浸透する前の考えでは治療薬にならなかった。
それでも17世紀初め頃には経験的に柑橘類の有用性が知られており、『東インドへの航海』には1601年のイギリスのジェームズ・ランカスター (en:James Lancaster) は東インド会社の依頼で4隻の商船隊を率いてインドへ向かった際に、ランカスターが船長を務めるレッド・ドラゴン号の船員にレモン汁を飲ませた結果、レッド・ドラゴン号だけには壊血病による死者が出なかった話が記されている。しかし高価で食べ慣れないものを明確な根拠もなしに常備するのは困難で、18世紀には航海の長期化も重なり、比較的柑橘類が豊富なスペインやポルトガルでもレモン果汁は商船の標準積載項目から外されるようになり、医学がなまじ進歩したために医師や科学者たちが古代ギリシャの四体液説などを元に複雑な理屈を考えるようになり、様々な仮説が混在するようになった。
こうした状況を打破するのにつながったのがイギリス海軍のジェームズ・リンド、ジェームズ・クック、ギルバート・ブレーンによる壊血病対策であったが、いずれも一筋縄でいく問題ではなく模索しながらの解決であった。
1747年にリンドは、食事環境が比較的良好な高級船員の発症者が少ないことに着目し、船長（英国の権威ある学会の王室協会特別会員だった）から許可を得て5月20日から壊血病の重症患者12人を別にし、当時有効とされていた様々な方法（リンゴ酒・硫酸にアルコールを混ぜた液・酢・海水・オレンジとレモン・練り薬）を2人ずつ6組にそれぞれ摂取させ、時々症状に応じ酒石酸水素カリウムや下剤・鎮静剤などを服用させた他は普通の食事をとらせて比較し試した結果、「オレンジとレモン」組が最初に回復し、6日後（ここで前述の果実が無くなった）には顕著な回復を見せ「斑点は消えておらず歯肉も健康状態ではないが元気になった」とリンドは記録した。これにより彼はオレンジやレモンを食べることが有効としたが、酸による治療効果と誤解していた節があり1753年に上記の実験などを含めて書いた論文では「オレンジやレモンは大量に酸があるので酢や硫酸などで代替できそうだがこちらは効果がない。（要約）」といったことをわざわざ書き残している他、後に保存しやすいように柑橘類の果汁を煮詰めて濃縮ジュース（ロブ、rob）にしたり、スグリの瓶詰を作った際（双方加熱でだいぶビタミンCが失われていた）にも酸味があるのだから効果があると誤認していた。
クックは1768年8月末、南半球の西周り調査航海（通常「1回目の航海」と呼ばれる）に向かったが、この時クックも海軍の方でも壊血病防止に力を入れようとしていたので、様々な対策を練っていくことにした。なるべく船内を衛生的にするため冷水浴や手洗いを進め、食事の面でも後述の有効とされるものを食べる以外に、新鮮な食料と水をこまめに補給し、害があるとされたスラッシュを食べることを禁止した。壊血病に効くとされる食品としては、麦芽汁、ザワークラウト、ニンジンのママレード、マスタード、サループ、即席スープ、蒸留水、そしてリンドの柑橘類濃縮ジュース（ロブ）などをそろえた。
こうした準備が功を奏し壊血病の患者は出たが、それで死亡するものは出ずに済んだ。その後もクックは2度長期間の調査航海を続け（3度目の道中でクックは死亡）、どちらも壊血病をさほど出さずに済んだ。しかしいずれも前述の対策がいきなり乗員に受け入れられていたわけではなく、1回目の航海では乗員は最初ザワークラウトを嫌がったので士官たちの食卓に毎日乗せることにしたり、2回目の航海では部下の船では壊血病が発生して死者が出たため食事の管理を指導するなどの苦労があり、クック自身「如何に健康にいいか分からせるには具体例と指揮官の権威の両方が必要だ」と書き記している。
これらの航海で壊血病は「防げて治療できる病気」で、船員の食事に注意すれば予防も可能であることがほぼ判明していたが、クック自身はリンドと違い正式に医学や科学を学んでおらず、対照実験をしなかったので「何が有効なのか」は当人たちにもよく分からなかった。クックと船医の経験的な意見では炭酸水とサループは無効、ニンジンのマーマレードは未使用（つまり無関係）、即席スープはそれ自体の効果より「野菜を入れて食べられるので重宝」として評価した所までははっきりしているが、肝心の麦芽汁と柑橘類のロブの評価が混乱しており、よく効いたとも効かないとも日誌につけている。
| 発言者                      | 麦芽汁が有効という意見         | 柑橘類のロブが有効という意見 |
| --------------------------- | ------------------------------ | --- |
| クック船長                  | これまでの中で最良の治療である | 船医（ジェームズ・バッテン）が何度も使い大きな効果があった。 麦芽汁の方は進行を抑えるのには役立ったが治療効果があるとは思えない。 |
| ペリー（1回目の航海の船医） | 有効でよく使った、ロブは論外。 | ロブは有効、麦芽汁は効かなかった。                                                                                                |
| バッテン（2回目航海の船医） | 麦芽汁が最も優れた治療法だった | ― |

これ以外に第1回目航海に乗り合わせていた植物学者のジョゼフ・バンクスも、船内の日記では「麦芽汁は毎晩1パイントずつ飲んだが発症、ロブを一日6オンス飲んで1週間で治った。」とロブが有効としか思えないことを書いておきながら、後年「麦芽汁が大いに効果があったはず」などと矛盾したことを書いている。
このため航海の支援者でもあった初代準男爵サー・ジョン・プリングルは、1776年の壊血病予防への貢献に対するクックへのコプリ・メダル授与にクックの代理として出席した際に、クックの日記で麦芽汁が有効だったとするところだけを紹介してしまい、船医が「ロブは大して効き目がなく麦芽汁が確実」とも言っていたと主張した、さらに単純にロブが高価すぎたこと、学術研究だったクックの場合と違い戦闘時には不用意に上陸して食料補給ができないので海軍では麦芽汁のみを壊血病対策に採用したこともあり、その後も軍艦では壊血病が続いた。
1776年の夏にアメリカ独立戦争が始まり、イギリス近海の防衛のために水兵が増加されたこともあり船内の環境は悪化し、クリストファー・ロイド（Christopher Lloyd）とジャック・コールター（Jack Leonard Sagar Coulter）の『医学と海軍』（Medicine and the Navy, 1200-1900）には、船長たちから慢性的に壊血病になっている水兵が多いことを嘆く報告が出されたとある。1780年の偵察に近海で8月半ばから約2カ月半海上にとどまっていただけなのに乗員2400人（全体の1/7）が壊血病で倒れてイギリス本国に戻る事件まで発生した。もっとも他の国もそれは同じで、これ以前に1779年8月にフランス・スペイン連合艦隊がイギリス海峡で合流して攻撃に向かった際、フランス艦隊の2/3の乗員が壊血病で戦えなくなり帰投していたという惨事まで起きていた。
本格的に壊血病対策が進むきっかけになったのは、1780年にギルバート・ブレーンが西インド諸島艦隊司令部附の高級船医に任用されてからで、彼はリンドやクックの資料を集めて部下の船医たちに配布し、全艦隊の統計をとり船ごとの水兵の健康状態を報告させ、これによって海軍本部は病気による戦力消耗と季節ごとの変化を把握できるようになった。またブレーンはリンドの資料も読んでいたので麦芽汁以外にレモンやオレンジも摂取させ、柑橘類が特に有効と確信し、上層部への嘆願書で「オレンジ・レモン・ライムなどで必ず予防や治療ができる」「麦芽汁はほとんど効果がない」と主張した。壊血病と直接関係ない所でも水兵たちの衛生環境改善を訴え「健康で働ける戦力こそ国家の資源であり真の意味で戦争の軍資金である」と提言した、ブレーンは身分も社会的地位も高かったのでただの船医と違い本部も無視できず、戦争終結の1783年までにブレーン本人の統計によるとブレーンの医療管理を受けた軍艦の死亡率が7人に1人から20人に1人と減少し、西インド諸島艦隊司令長官のジョージ・ロドニー提督は、ブレーンの功績だと書簡にしたためた。
ブレーンはその後本国に帰り1780年代は聖トマス病院の医師をしていたが、『海上生活者の疾病に関する観察』という本を書き、リンドが数十年前に主張した柑橘類が壊血病に有効という説を再び唱えた。1795年に疾病障害局委員に任命された際には、1793年に知人の海軍幹部の西インド諸島への航海に際し行なった壊血病対策の助言により23週間無寄港でも壊血病の死者が出なかったデータを見せ、海軍の全船でレモン果汁を「毎日」食料に支給するよう説得した。これが最終的に功を奏し、1795年には艦隊や船の求めに応じたレモンの支給が決まり、さらに全船へのレモンの支給が行われるようになった1799年以後はイギリス海軍では壊血病が激減した。例としてハスラー病院（ポーツマス近くにある海軍の病院）では1782年に壊血病の患者が1000人中329人いたのに対し、1799年には1000人中20人にまで減少した。最終的に1815年にハスラー病院で父の後を継いでいたジェームズ・リンドの息子が「壊血病は（1000人中ではなく全体で）2人だけ」という報告をしている。
こうして壊血病はイギリスでは下火になったが、「なぜ壊血病に柑橘類が有効か」はまだ分かっておらず（ブレーン本人も壊血病に対する柑橘類による効果について「その力は何によるのか、どう効果を発揮するのか私には分りかねている。」と議論の席で述べている。）、数十年ほどすると時々再発生することがあった。
例として19世紀半ばになるとイギリスでは、地中海産レモンの代わりに自国領の西インド諸島産のライム（英語のlimeには柑橘類全般が含まれるので混同されていた）を使うようになった。レモン果汁の場合、1日の配給分は3/4オンス（約21ミリリットル）であったため、1日10～17mgのビタミンC補給になり、壊血病の発生防止のみであれば6～12mg程度毎日摂取していれば抑えられるため、酸化によるビタミンC喪失分も考慮してもこれを上回れていたが、ライムのビタミンCはレモンの1/2か1/3程度であるため、保存が悪いと下限の6mgを下回ることがあり、時々壊血病の再発がみられることがあった。もっとも飲まないよりは効果はあったこと、航海技術向上もあって次の寄港までの航海日数が減ったこともあり、この違いによる失敗としては1875年イギリスのジョージ・ネアズ (George Nares) による北極探検隊が壊血病に苦しめられた例など、19世紀では長期航海になりやすい極地探検隊や捕鯨船以外ではあまり問題にならなくなってきていた。
なお、イギリス人のことを「ライム野郎 (limey) 」と呼ぶアメリカのスラングは、イギリス海軍が壊血病予防としてライム果汁を服用していたことに由来する。第二次世界大戦でドイツ兵のことを「キャベツ野郎 (kraut) 」と言ったのも、イギリス海軍がライムジュースに切り替えた後も、ドイツ海軍がキャベツの漬物であるザワークラウトを採用していたことから同様に生じたスラングである。
20世紀になってビタミンが発見され、モルモットによる動物実験が行うようになった結果、柑橘類果汁に含まれる有効成分を単離することを試みられるようになった。1932年にハンガリーのセント＝ジェルジ・アルベルトがウシの副腎から取り出した物質（1927年に発見済み）が、推定されるビタミンC（当時は「水溶性因子C」と呼ばれていた）と似ている性質を持つため、モルモットで実験したところ壊血病を防ぐ効果があることを発見した。翌1933年にイギリスのウォルター・ハースがセント＝ジェルジから渡された上記の物質の構造を解明しアスコルビン酸と命名、そして同年ポーランドのタデウシュ・ライヒスタインらによりビタミンCを人工的に合成できるようになったことで、人間は壊血病に完全に対抗策を取ることが可能になった。

## 現代の壊血病
大航海時代の船乗りたちを恐れさせた壊血病であるが、食物の貯蔵技術が発達し、完全に対抗策がとれるようになった現代では、少なくとも新鮮な食べ物が豊富な先進国においては発症しないと考えられている。
しかし、偏食や極端なダイエットなどによる不規則な食生活、過度のストレスへの曝露、酒やたばこの摂取等、ビタミンCの減少に直結する生活習慣の長期的な乱れが恒常化していることもあり、先進国であっても壊血病に罹患する危険は依然として存在している。
実際、今の時代においても先進国の多くで壊血病患者の報告が毎年のようになされており、共通の特徴として新鮮な果物や野菜を長期間食べていないことに加え、慢性アルコール中毒者、高頻度の喫煙者、独居高齢者が多いという調査結果が出されている。